# Tanque medio
Tanque mediano o medio es una clasificación de los tanques, principalmente empleada durante la Segunda Guerra Mundial. El tanque mediano, como su nombre indica, representaba un equilibrio de características entre la movilidad y el reconocimiento de los tanques ligeros, y el blindaje y armamento de los tanques pesados. Los tanques más producidos, económicos y eficaces de la Segunda Guerra Mundial (el T-34 soviético, el M4 Sherman estadounidense y el Panzer IV alemán) eran tanques medios, y el éxito del concepto conduciría posteriormente al desarrollo del tanque de combate principal (que busca incorporar los mejores aspectos de todos los tres tipos de tanques).

## Historia
Los primeros tanques medianos fueron los Mark A Whippet británicos de la Primera Guerra Mundial. Eran más pequeños y ligeros que los tanques pesados británicos y solamente estaban armados con ametralladoras.
La doctrina del tanque mediano empezó a emplearse en el período de entreguerras. Su existencia superó a la del Tanque superpesado y a la del tanque pesado, pero finalmente fue eclipsado por el tanque de combate principal.  

### Guerras Mundiales

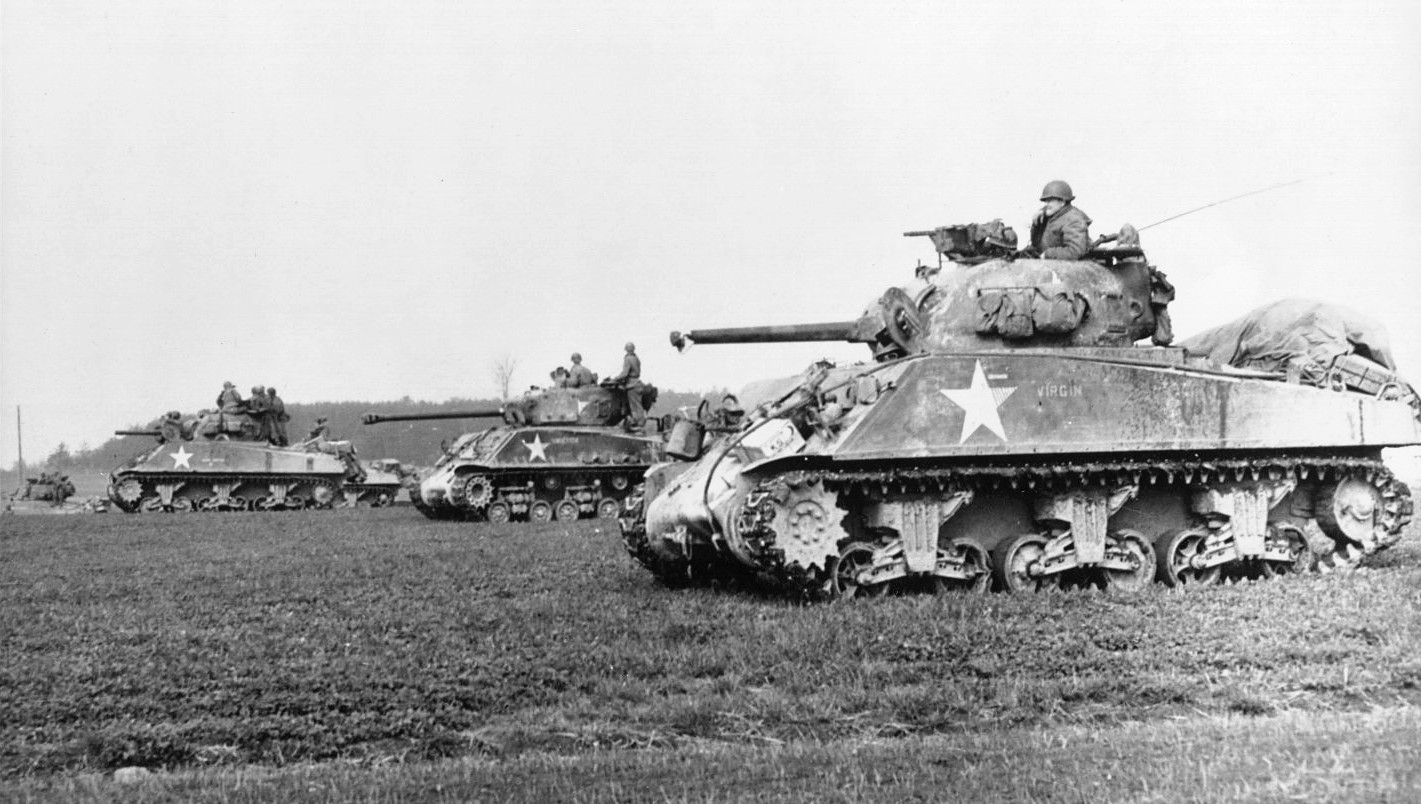
El M4 Sherman de la Segunda Guerra Mundial, elemento principal de las unidades blindadas estadounidenses.

Los tanques medianos del periodo de entreguerras incluían al Vickers Medium Mark II británico y al T-28 multi-torreta soviético. Antes del inicio de la Segunda Guerra Mundial, los británicos dejaron de usar el término "mediano" para sus tanques debido a que la nueva filosofía del tanque de crucero y el tanque de Infantería definía a los tanques por su papel en lugar de su tamaño.
Hubo tanques medianos que se centraron en capacidad antipersona (como el Panzer IV de cañon corto y el M4 Sherman en la Segunda Guerra Mundial) y tanques medianos que estuvieron más centrados en el papel cazacarros, siendo armados con cañones de alta velocidad. Los tanques de Caballería (Chars de Cavalerie) franceses Somua S-35 se centraron en la velocidad, además del poder y el blindaje de los otros diseños. Eran similares a lo que otros países llamaban tanques medianos.
Cuando los diseñadores de tanques soviéticos estaban preparando al sucesor de la serie BT, combinaron su excelente movilidad con un grueso blindaje inclinado y la potencia de fuego sin precedentes[cita requerida] de un cañón de 76 mm de alta velocidad. El resultado fue el tanque mediano T-34, cuyas superiores capacidades impresionaron al Ejército alemán cuando invadió la Unión Soviética. Las lecciones de la Blitzkrieg, adoptada por primera vez por los alemanes y posteriormente adoptada por otros países, halló su mejor expresión en formaciones de tanques medios e infantería mecanizada que se apoyan recíprocamente. La visión tradicional de los papeles de tanques de Infantería y tanques de Caballería quedó obsoleta.
Igualmente, la Unión Soviética y los Estados Unidos se beneficiaron de su habilidad de fabricar un tanque mediano bien equilibrado en muy grandes cantidades —durante la guerra se fabricaron unos 57.000 T-34 y 49.000 M4 Sherman—.

### Guerra Fría
Durante y después de la guerra, los papeles de los tanques ligeros fueron gradualmente ocupados por automóviles blindados y vehículos de reconocimiento especializados menos costosos. Los tanques pesados, al haber mostrado sus limitaciones en la Segunda Guerra Mundial, experimentaron una limitada carrera armamentista de diseños cada vez más blindados y armados, pero estos fueron finalmente retirados en favor de los cada vez más capaces y flexibles tanques medianos. Los cañones autopropulsados sencillos y más económicos, seguidos posteriormente por misiles antitanque, completaron los papeles de apoyo artillero y antitanque, permitiendo que los tanques se especialicen cada vez más en guerra móvil.
En la década de 1990, los tanques medianos continuaron siendo empleados, como por ejemplo los tanques medianos canadienses empleados en 1999 en Kosovo, donde eran más adecuados para los caminos en mal estado y el terreno blando que los automóviles blindados franceses, todavía siendo capaces de avanzar por calles estrechas y cruzar sobre puentes más ligeros que no podían resistir el peso de los Abrams estadounidenses.[cita requerida]

## Su papel
El papel de los tanques medianos empezó dando prioridad a la velocidad. Los tanques medios pueden ir más rápido, pero necesitan ayuda para cruzar trincheras, las cuales pueden ser cruzadas sin asistencia por tanques pesados debido a su tamaño. En el Ejército británico dieron origen al tanque de crucero, mientras que otras doctrinas militares se formaron alrededor del uso del tanque mediano como punta de lanza durante el avance.
En la segunda modalidad de uso estratégico, los tanques medianos representan un exitoso equilibrio entre poder de fuego, movilidad, blindaje y resistencia, por lo que frecuentemente pueden ser adaptados a una variedad de papeles.[cita requerida]